# ساو جيرالدو دا بيدادي
ساو جيرالدو دا بيدادي بلدية في ولاية ميناس جيرايس في المنطقة الجنوبية الشرقية من البرازيل.   